# The Capital Beltway

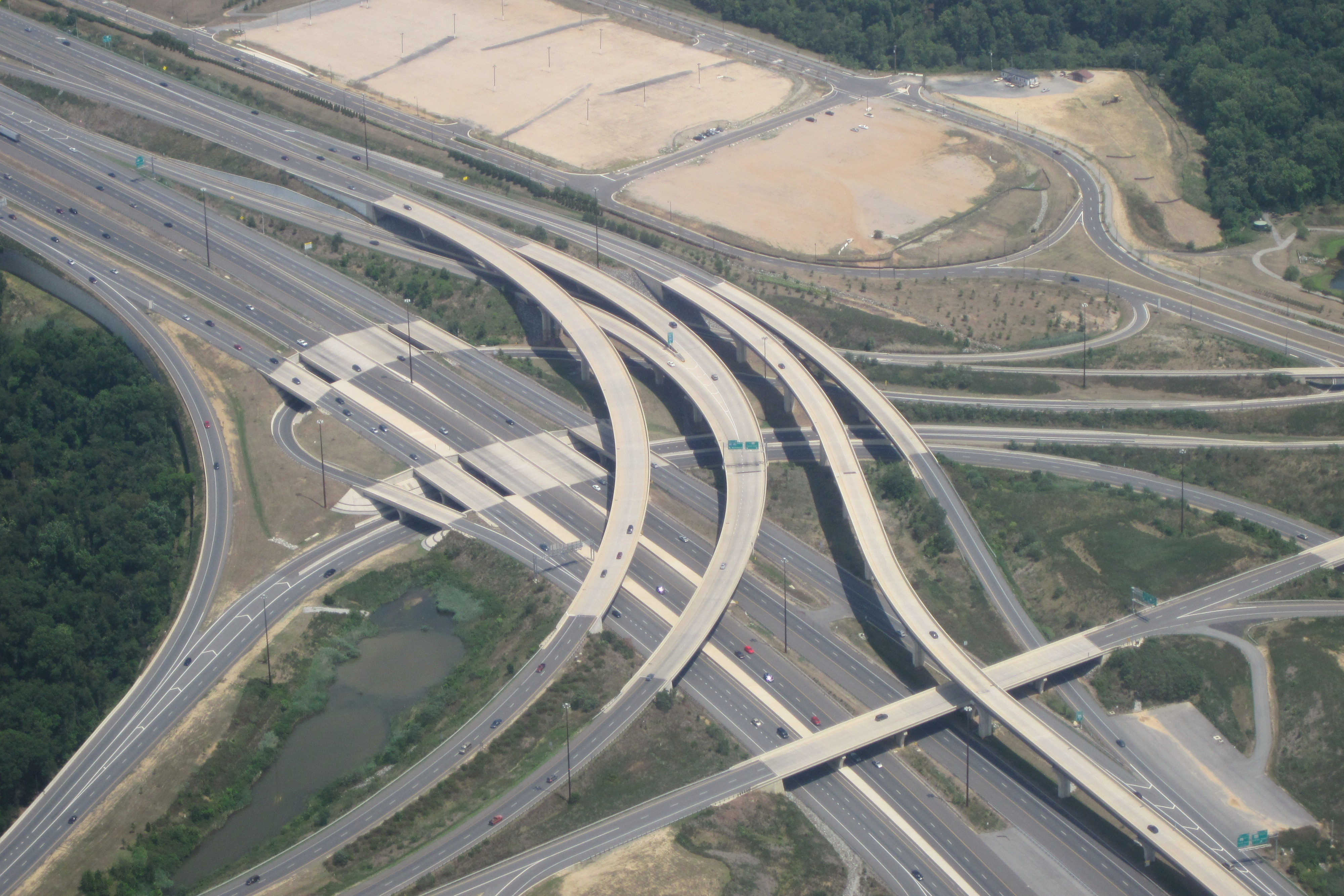
The Capital Beltway i östlig riktning söder om Washington

The Capital Beltway är namnet på ringleden runt Washington DC.

Beltway (Interstate-495) ligger i Maryland (blå) och i Virginia (grön)